# Olszynka (Opole)
Pour les articles homonymes, voir Olszynka.
Olszynka est une localité polonaise du gmina de Lubrza, située dans le powiat de Prudnik en voïvodie d'Opole.

## Histoire
De 1743 à 1945, Ellsnig fait partie de l'arrondissement de Neustadt-en-Haute-Silésie dans la district d'Oppeln au sein de la province de Silésie.
Avec l'avancée de l'Armée rouge en Allemagne, les habitants du village ont reçu l'ordre de quitter leur maison le 17 mars 1945. Après avoir passé quelques semaines dans le Sudentenland voisins, alors peuplée d'Allemands, ils sont revenus, mais ont été expulsés en juin 1946 sous le régime polonais nouvellement installé.
Traduit avec DeepL.com (version gratuite)